# Melody's Echo Chamber
Melody's Echo Chamber, pseudonimo di Melody Prochet (Parigi, 1987), è una cantante e musicista francese.

## Biografia
Con il suo progetto My Bee's Garden, nel 2010 supporta il tour europeo di Tame Impala. Dopo l'incontro con Kevin Parker, collabora con lui per produrre del materiale con il nome Melody's Echo Chamber.
Registrato in parte a Perth (Australia) e in parte presso uno studio nel sud del Francia, nel settembre 2012 viene pubblicato l'album di debutto, intitolato proprio Melody's Echo Chamber (Fat Possum Records). Nel disco Parker lavora nella produzione, nel missaggio nel lato artistico suonando basso, batteria e chitarra elettrica (in I Follow You). Jérôme Pichon è il chitarrista principale, mentre la Prochet ha scritto tutti i pezzi e suona le tastiere, oltre che cantare.
Il disco è stato accolto molto positivamente dalla critica.
Nell'ottobre 2014 pubblica il brano Shirim. 
Nel 2017 pubblica prima il brano Cross My Heart, e poi annuncia l'uscita in maniera indipendente dell'album Bon Voyage. Questo disco esce nel giugno 2018 con un po' di ritardo causato da problemi di salute dell'artista.
Nel gennaio 2022 pubblica il singolo Looking Backward e nell'aprile seguente l'album Emotional Eternal. Nel settembre 2022 pubblica Unfold, una raccolta che celebra i dieci anni dall'esordio.

## Discografia

### Album
- 2012 - Melody's Echo Chamber
- 2018 - Bon Voyage
- 2022 - Emotional Eternal
- 2022 - Unfold (raccolta)